# Guillermo Alcaide
Guillermo Alcaide (Madrid, 27 maggio 1986) è un ex tennista spagnolo.
Raggiunge il suo best ranking in singolare il 1º novembre 2010 con la 195ª posizione; mentre nel doppio divenne, il 19 aprile 2010, il 341º del ranking ATP. Il suo maggiore risultato in carriera è il primo turno al torneo di Wimbledon 2010, dopo aver superato il torneo di qualificazione con una vittoria al turno decisivo sul russo Evgenij Kirillov, dove venne sconfitto dal francese Gilles Simon con il punteggio di 6-3, 6-4, 7–6(0).

## Statistiche

### Tornei minori

#### Singolare

##### Vittorie (5)
| Legenda        |
| Challenger (0) |
| Futures (5)    |

| Numero | Data           | Torneo                              | Superficie  | Avversario in finale  | Punteggio           |
| 1.     | 21 aprile 2007 | Spain F14 Futures, Melilla          | Cemento     | Pere Riba             | 7–6(4), 6-3         |
| 2.     | 9 maggio 2009  | Great Britain F6 Futures, Edimburgo | Terra rossa | Andoni Vivanco-Guzman | 6-1, 6(5)–7, 7–6(5) |
| 3.     | 31 maggio 2009 | Italy F12 Futures, Cesena           | Terra rossa | Rainer Eitzinger      | 6-2, 6-4            |
| 4.     | 2 gennaio 2010 | Brazil F34 Futures, San Paolo       | Cemento     | Júlio Silva           | 6-4, 6-3            |
| 5.     | 14 marzo 2010  | Portugal F2 Futures, Lagos          | Cemento     | Benoît Paire          | 6-4, 4-6, 6-3       |

### Doppio

#### Vittorie (4)
| Legenda        |
| Challenger (1) |
| Futures (3)    |

| Numero | Data             | Torneo                                       | Superficie  | Compagno                 | Avversari in finale              | Punteggio           |
| 1.     | 29 maggio 2009   | Italy F12 Futures, Cesena                    | Terra rossa | Nikolai Nesterov         | Federico Torresi Luca Vanni      | 7–6(9), 3-6, [10-8] |
| 2.     | 21 febbraio 2010 | Egypt F3 Futures, Giza                       | Terra rossa | Gerard Granollers Pujol  | Karim Maamoun Sherif Sabry       | 3-6, 6-3, [11-9]    |
| 3.     | 27 febbraio 2011 | Morocco Tennis Tour - Casablanca, Casablanca | Terra rossa | Adrián Menéndez Maceiras | Leonardo Tavares Simone Vagnozzi | 6-2, 6-1            |
| 4.     | 10 aprile 2011   | Spain F11                                    | Terra rossa | Nikolai Nesterov         | Carlos Poch-Gradin Mark Vervoort | 6-4, 6-4            |